# Mikis Theodorakis

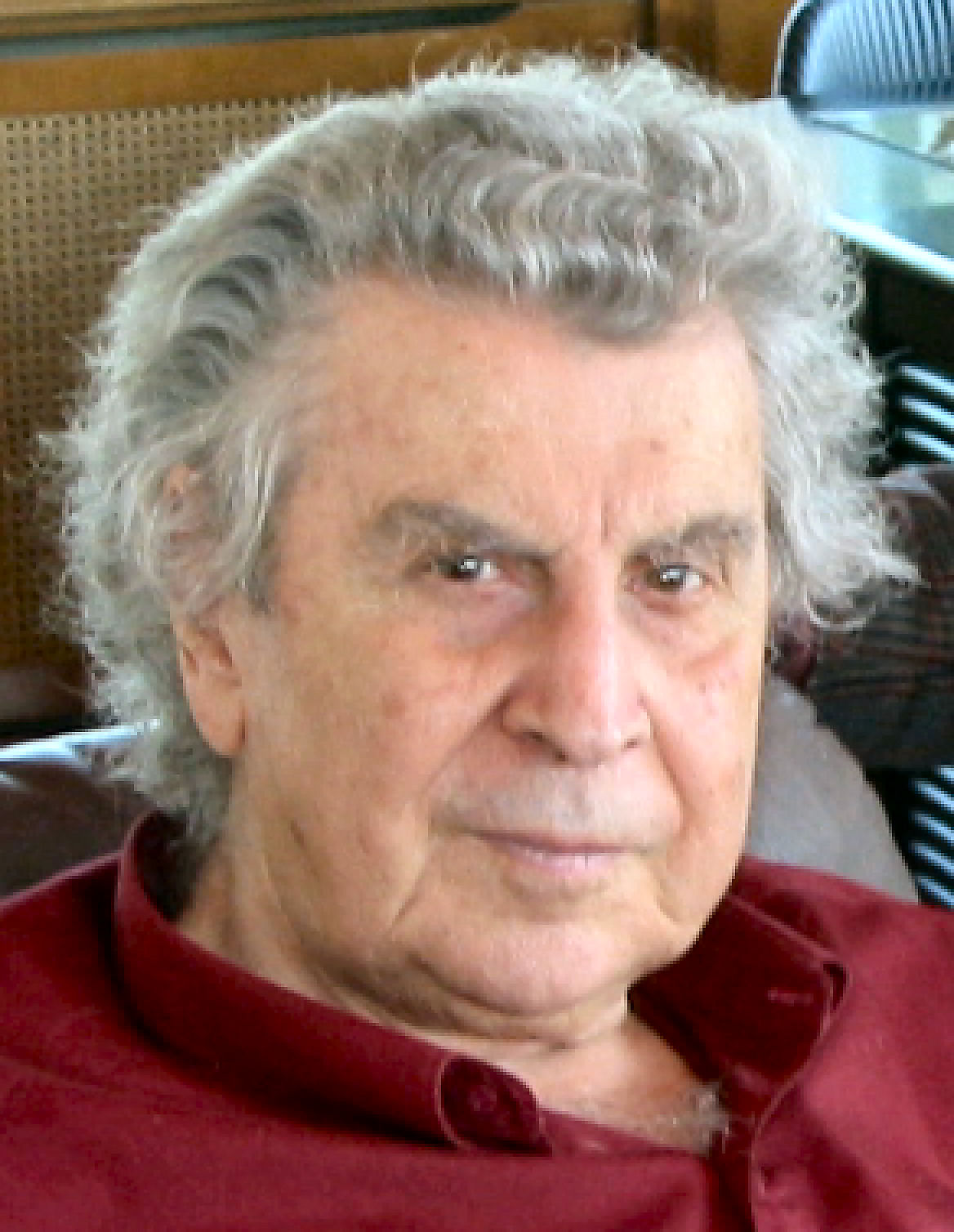
Mikis Theodorakis (2004)

Mikis (Michail) Theodorakis (griechisch Μίκης Θεοδωράκης, * 29. Juli 1925 auf Chios; † 2. September 2021 in Athen) war ein griechischer Komponist, Schriftsteller und Politiker. In seiner Heimat wird er als Volksheld verehrt. Er wurde in Galatas bei Chania auf Kreta beigesetzt. Theodorakis war einer der bekanntesten griechischen Komponisten des 20. Jahrhunderts. Besonders seine Filmmusiken zu Alexis Sorbas (mit Sirtaki), Z und Serpico sowie die Vertonung des Canto General nach Versen von Pablo Neruda machten ihn weltweit bekannt. Zu seinem mehr als 1000 Werke umfassenden Schaffen zählen symphonische Kompositionen und eine Vielzahl von Liedern. Darüber hinaus wurde er durch sein politisches Engagement bekannt.
Während des Zweiten Weltkriegs war er Widerstandskämpfer gegen den Nationalsozialismus und kämpfte beim anschließenden Griechischen Bürgerkrieg auf Seiten der Linken, weshalb er später in einem Lager interniert und schwer gefoltert wurde. Gegen die Militärdiktatur 1967 bis 1974 ging er in den Widerstand, wurde festgenommen und erneut schwer gefoltert; er durfte auf internationalen Druck ausreisen und lebte bis 1974 im Pariser Exil. In den frühen 1960er und in den 1980er Jahren wurde Theodorakis in das griechische Parlament gewählt. Bis in die späten 1980er Jahre wurde er ausschließlich mit der Linken identifiziert. Im Jahr 1989 kandidierte er jedoch als Parteiloser für die Liste der konservativen Partei Nea Dimokratia (‚Neue Demokratie‘), um Griechenland bei der Überwindung einer schweren politischen Krise zu helfen, welche durch zahlreiche Skandale der Regierung von Andreas Papandreou und seiner PASOK-Partei ausgelöst worden war. Unter anderem half er, eine große Koalition zwischen Konservativen, Sozialisten und Linken zu bilden: Erstmals seit dem Griechischen Bürgerkrieg wurden Kommunisten der KKE wieder an der Macht beteiligt. Im Jahr 1990 wurde Theodorakis erneut ins Parlament gewählt und als Minister ohne Geschäftsbereich beim Premierminister in die Regierung von Konstantinos Mitsotakis berufen. In dieser Funktion setzte er sich gegen Drogen und Terrorismus, für Kultur und Erziehung sowie für verbesserte Beziehungen zwischen Griechenland und der Türkei ein.
Seit er sich von der Tagespolitik zurückgezogen hatte, äußerte sich Theodorakis mit teilweise sehr deutlichen öffentlichen Erklärungen zur aktuellen Politik, vor allem, wenn in seinen Augen der Friede in Gefahr war (siehe dazu seine Aussagen über den Kosovo-Krieg, zugunsten von Palästina, gegen den Krieg im Irak oder über das Verhältnis FYROM – Griechenland – Türkei – Zypern). In den Jahren der Militärdiktatur von 1967 bis 1974 galt er, der jedwede Form von Diktatur stets deutlich ablehnte, als Symbol des Widerstandes.

## Leben

### Kindheit und Jugend (1925–1953)
Der Vater Giorgos Theodorakis (1895–1977) stammte aus Galatas bei Chania auf Kreta, die Mutter Aspasia Poulaki (1902–1977) war eine Vertriebene aus Çeşme (griechisch Κρήνη „Krini“) in Kleinasien. Schon als Kind war Mikis Theodorakis von der Musik fasziniert und schrieb seine ersten Lieder, ohne ein Musikinstrument zur Verfügung zu haben. In Patras und Pyrgos bekam er ersten Musikunterricht, später in Tripolis auf der Peloponnes, wo die Familie ab 1940 lebte, von einem Herrn Papastathopoulos. Theodorakis gründete in Tripolis einen Kirchenchor und gab sein erstes Konzert im Alter von 17 Jahren.
Während der Besetzung Griechenlands durch die deutschen, italienischen und bulgarischen Truppen im Zweiten Weltkrieg von 1941 bis 1944 schloss sich der junge Theodorakis dem Widerstand an. Mit 18 Jahren wurde er erstmals inhaftiert und gefoltert. Zu diesem Zeitpunkt kam er auch in Kontakt mit dem Marxismus, der sein Weltbild entscheidend prägte, auch wenn er stets eine kritische Haltung zu sämtlichen Ideologien bezeugt hat. Im Befreiungskampf von Athen schloss er sich den Linken an und wurde Mitglied der Nationalen Befreiungsfront EAM in den Reihen der Griechischen Volksbefreiungsarmee.
Im Dezember 1944, nach dem Rückzug der deutschen Wehrmacht, wehrte sich Theodorakis mit seinen Partisanenfreunden gegen die (auch militärische) Einmischung durch die Briten in Griechenland und nahm an der Schlacht um Athen teil. Nach dem Friedensabkommen von Varkiza wurde die Volksbefreiungsarmee im Februar 1945 aufgelöst. Als kommunistischer Regimegegner wurde Theodorakis im Juli 1947 während des Griechischen Bürgerkriegs verhaftet und auf die Insel Ikaria nach Christos Raches verbannt. Mitte 1948 wurde er nach zeitweiliger Freilassung und erneuter Verhaftung wieder auf die Insel Ikaria, diesmal nach Evdilos, sodann im Dezember in das auf der Insel Makronisos eingerichtete Konzentrationslager deportiert, in dem Tausende umkamen. Theodorakis war hier schwersten Folterungen ausgesetzt, wurde zweimal lebendig begraben und war dem Tode nahe. Sein Vater Giorgos Theodorakis verkaufte seinen Besitz auf Kreta, um seinem Sohn zu Hilfe zu kommen.
Als Theodorakis 1949 aus der Haft entlassen wurde, war er physisch am Ende. Erst nach längerem Aufenthalt auf Kreta, wo er aber ebenfalls gefoltert wurde und der Hinrichtung von Kameraden zusehen musste, erholte er sich von den Folgen der unmenschlichen Misshandlungen. Er erhielt eine Anstellung als „Leiter der Musikschule von Chania“ und gründete sein erstes Orchester.
Neben seinem politischen Kampf zur Zeit der deutschen Besetzung Griechenlands und des griechischen Bürgerkriegs hatte Theodorakis seit 1943 mit zahlreichen Unterbrechungen Musik am Athener Konservatorium unter der Leitung von Filoktitis Oikonomidis studiert. Anfang der 1950er Jahre bestand er dort seine Examina „mit fliegenden Fahnen“.

### Musikstudium in Paris (1954–1959)
Im März 1953 heiratete er seine Verlobte Myrto Altinoglou, mit der er seit Mitte der 1940er Jahre zusammen war. Im November 1954 konnte das junge Paar dank zweier Stipendien nach Paris ausreisen. Am dortigen Conservatoire führte Theodorakis unter Eugène Bigot (Orchesterleitung) und Olivier Messiaen (Musikanalyse) sein Studium weiter, das er 1957 mit Auszeichnung abschloss.
Frühzeitig schon hatte sich der Erfolg für den jungen Komponisten eingestellt. Sein „Lied vom Kapitän Zacharias“ (1939) war während des Krieges zum offiziellen Widerstandslied der Marine geworden. 1950 wurde sein erstes symphonisches Werk „Das Fest von Assi-Gonia“ von Oikonomidis in Athen dirigiert, seine Ballettmusik „Griechischer Karneval“ in Rom uraufgeführt, und seine Sonatinen sowie seine symphonischen Werke wurden in Athen aufgeführt, wo auch der berühmte griechische Dirigent Dimitri Mitropoulos auf den jungen Komponisten aufmerksam wurde. Es wurde Mitropoulos allerdings untersagt, ein Werk von Theodorakis in den USA aufzuführen, weil dieser ein „Kommunist“ sei. Seine Suite Nr. 1 für Klavier und Orchester bekam 1957 in Moskau eine Goldmedaille von einer Jury, zu deren Mitgliedern Dmitri Schostakowitsch und Hanns Eisler zählten. Seine Erste Symphonie (1948–1953) wurde zum Ausdruck eines seiner wichtigsten Anliegen: der Versöhnung der Griechen und der Ausheilung der Wunden des Bürgerkrieges. Das Werk ist zwei Freunden gewidmet, die in gegnerischen Lagern kämpften und dabei umkamen. Seine Ballettmusiken „Les Amants de Téruel“, „Le Feu aux Poudres“ und „Antigone“ wurden erfolgreich in Rom, Paris und London aufgeführt. Dieser Erfolg veranlasste den französischen Komponisten Darius Milhaud, Theodorakis als „besten europäischen Komponisten des Jahres“ für den American Copley Music Prize vorzuschlagen – eine Auszeichnung der „William and Noma Copley Foundation“, die später ihren Namen in „Cassandra Foundation“ abänderte.
Mit Filmmusiken war Theodorakis inzwischen ebenfalls einem breiten Publikum bekannt geworden. 1958 wurden in Paris seine Tochter Margarita und 1960 sein Sohn George geboren, der später ebenfalls Musiker und Komponist werden sollte.
Wichtigste Werke bis 1960:
1. Kammermusik: Vier Streichquartette; Trio für Klavier, Violine und Violoncello; Kleine Suite für Klavier; Sonatine für Klavier; Sextett; Sonatinen Nr. 1 und Nr. 2 für Violine und Klavier.
2. Symphonische Musik: Das Fest von Assi-Gonia; Erste Symphonie (Proti Simfonia); Suiten Nr. 1, 2 und 3 für Orchester; Eros und Thanatos (für Stimme und Streicher); Oedipus Tyrannos (zuerst für Streicher, dann für Streichquartett und Symphonieorchester), Klavierkonzert Helikon; Piano Concerto (1958).
3. Ballettmusik: Griechischer Karneval; Die Liebenden von Teruel; Le Feu aux Poudres; Antigone.
4. Filmmusiken: The Barefoot Battalion (Greg Tallas); Ill Met by Moonlight und Honeymoon (Michael Powell); Faces in the Dark (David Eady).

### Der junge Komponist in Athen (1960–1967)

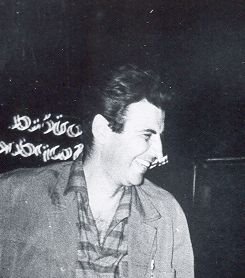
Mikis Theodorakis, 1961

Gerade als er auf der internationalen Musikszene mit seiner symphonischen Musik Fuß zu fassen begann, kehrte Theodorakis von Paris nach Athen zurück, wandte sich den Wurzeln der griechischen Musik zu und begann so die „dritte Periode“ seines musikalischen Schaffens.
Die Veröffentlichung seines Liederzyklus Epitaphios auf Gedichttexte von Giannis Ritsos in zwei unterschiedlichen Fassungen (eine mit Nana Mouskouri und eine zweite mit Grigoris Bithikotsis) entfachte eine heftig geführte Auseinandersetzung um die Bedeutung und Zukunft der Volksmusik. In diesem Zyklus vereint Theodorakis beide Traditionen der griechischen Musik, der demotischen und der rembetischen Musik. Die demotische Musik entstammt den ländlich geprägten Regionen Griechenlands, der Rembetiko, der „Tanz der Einsamkeit“, wurde die musikalische Ausdrucksform der Stadtbevölkerung, der Flüchtlinge, der Außenseiter. Manos Hadjidakis hatte ihn Ende der 1940er Jahre erstmals „salonfähig“ gemacht. Theodorakis griff durch eine offensive Aufführungspraxis und durch theoretische Statements sowie Interviews in den durch diese Kontroverse entbrannten Kulturkampf in Griechenland ein, der zum Ausdruck des politischen Gegensatzes zwischen Linken und Rechten wurde. Rasch avancierte er zur Leitfigur einer Erneuerung Griechenlands, besonders nach der Ermordung des Parlamentsabgeordneten Grigoris Lambrakis (Z) im Mai 1963. Als Reaktion gründete Theodorakis die Lambrakis-Jugend (Lambrakides), deren Vorsitzender er wurde und die mit 50.000 Mitgliedern zur größten politischen Organisation Griechenlands avancierte. 1964 wurde Theodorakis als Abgeordneter der EDA-Partei ins griechische Parlament gewählt.
Systematisch und konsequent entwickelte Theodorakis in den sechziger Jahren sein volksmusikalisches Konzept, vom „zeitgenössischen Volkslied“ (immer eingebettet in einen Zyklus auf Texten bedeutender griechischer Lyriker), zu ständig komplexeren Werken, zum zeitgenössischen Musiktheater – seine Ballade vom toten Bruder auf eigene Texte behandelt das Tabu-Thema des griechischen Bürgerkrieges – und schließlich zur metasymphonischen Musik, optimal verkörpert in der Vertonung von Axion esti, basierend auf dem Dichtungswerk von Odysseas Elytis, Literatur-Nobelpreisträger 1979. In seiner metasymphonischen Musik verbindet Theodorakis das westliche Symphonieorchester mit griechischen Volksinstrumenten und darüber hinaus den Geist der Symphonik mit der hellenischen Musiktradition.
Als bedeutendster Interpret von Theodorakis-Liedern in den sechziger Jahren muss der Sänger Grigoris Bithikotsis hervorgehoben werden. Seine 1960 unter der Leitung von Theodorakis aufgenommene LP Epitaph gilt als eine der bedeutendsten Veröffentlichungen im Œuvre von Theodorakis, unter anderem weil hier die Bouzouki als traditionelles Instrument der unteren Bevölkerungsschichten und die gesellschaftskritischen Texte von Ritsos zum ersten Mal eine zentrale Rolle in einem kunstmusikalischen Zusammenhang spielen. Nur drei Jahre später entdeckte Theodorakis die damals 16-jährige Maria Farantouri. Mit ihr als Sängerin veröffentlichte er 1964 einen seiner bekanntesten Liederzyklen: Mauthausen auf Gedichte von Iakovos Kambanellis. Maria Farantouri sang seitdem in über 30 Theodorakis-Alben und gilt als „ideale Interpretin“ des griechischen Komponisten.
Sein Lied Varka Sto Yalo wurde im deutschsprachigen Raum bekannt durch die Versionen von Perikles Fotopoulos (in der DDR, 1967) und Jacqueline Boyer (Nimm dir einen Mann, 1969).
Wichtigste Werke dieser Epoche:
1. Liederzyklen: Archipelagos (Lieder der Inseln), Politia A & B (Lieder der Städte), Epiphania (Giorgos Seferis, Literatur-Nobelpreis 1963), Mauthausen (Iakovos Kambanellis), Romiossini (Giannis Ritsos).
2. Bühnenmusik: The Hostage (Die Geisel, Brendan Behan); Ballade des toten Bruders (Theodorakis); Omorphi Poli (Schöne Städte); Maghiki Poli (Zauberhafte Städte); I Gitonia ton Angelon (Viertel der Engel, Kambanellis).
3. Filmmusik: Phaedra (Jules Dassin), The Lovers of Teruel (Die Liebenden von Teruel Raymond Rouleau), Five Miles to Midnight (Die dritte Dimension Anatole Litvak), Elektra (Theodorakis) und Alexis Sorbas (Zorba the Greek Michael Cacoyannis).
4. Oratorium: Axion Esti.

### Leben im Untergrund während der griechischen Diktatur (1967–1970)

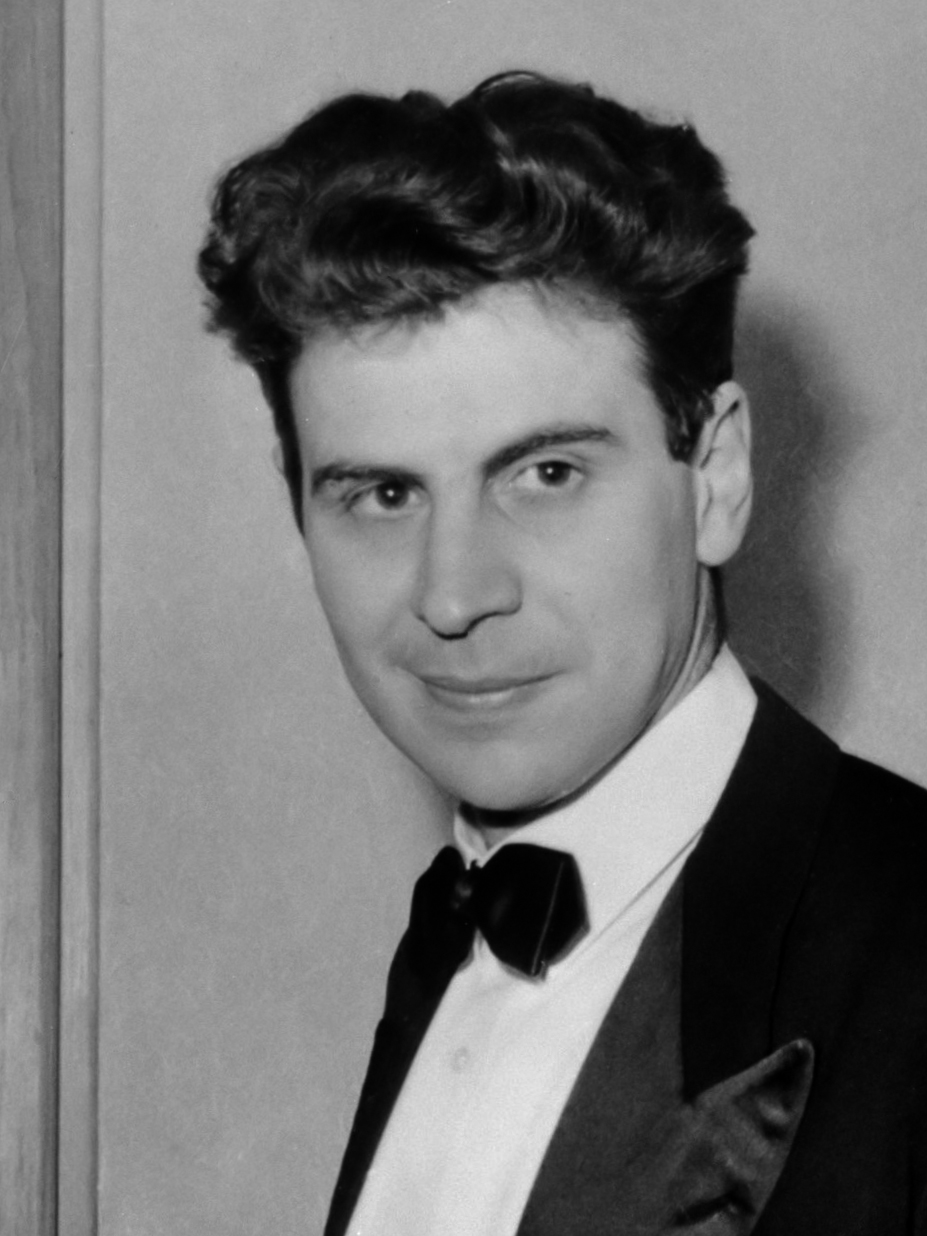
Mikis Theodorakis in Paris, 1959

Am 21. April 1967 kam es zum Putsch der faschistischen Obristen in Griechenland. Theodorakis ging sofort in den Untergrund und veröffentlichte schon zwei Tage später einen ersten Aufruf zum Widerstand. Durch den Armeebefehl Nr. 13 vom 1. Juni 1967 wurde seine Musik verboten, der Besitz seiner Platten und sogar das Singen und Hören seiner Lieder mit Gefängnisstrafe bedroht. Vier Monate kämpfte Theodorakis als Gründer der Patriotischen Front PAM im Untergrund gegen die Junta. Am 21. August wurde er verhaftet und im Hauptquartier der Sicherheitspolizei physisch und seelisch gefoltert. Als Reaktion schrieb er seinen Gedichtzyklus: Sonne und Zeit, den er später großenteils vertonte. Erst Ende Januar 1968 wurde er aus der Gefängnisanstalt Averoff entlassen, im August desselben Jahres aber bereits ins arkadische Bergdorf Zatouna verbannt und ab Oktober 1969 schließlich ins Konzentrationslager Oropos überführt, wo er sehr schwer an Tuberkulose erkrankte. Eine internationale Solidaritätsbewegung, angeführt unter anderem von Berühmtheiten wie Dmitri Schostakowitsch, Leonard Bernstein, Arthur Miller, Yves Montand, Sir Laurence Olivier und Harry Belafonte, setzte sich für seine Freilassung ein. Dem französischen Zentrumspolitiker Jean-Jacques Servan-Schreiber gelang es dann am 13. April 1970, den Junta-Chef Georgios Papadopoulos zu überzeugen, Theodorakis ins Exil nach Frankreich zu entlassen.
Wichtigste Werke während der Diktatur bis zur Befreiung 1970:
1. Liederzyklen: PAM-Lieder (Lieder der Patriotischen Front, Mikis Theodorakis); O Ilios ke o Chronos (Sonne und Zeit, Mikis Theodorakis); Lieder für Andreas (Mikis Theodorakis); Nichta Thanatou (Todesnacht, Manos Elefteriou); Arcadies I-X; Tria Negrika Tragoudia (Drei negrische Lieder, Léopold Sédar Senghor).
2. Oratorien & „Liedflüsse“ (chansons fleuves): Epiphania Averoff (Giorgos Seferis), Belagerungszustand (Marina = Rena Chatzidaki), Der Marsch des Geistes (Angelos Sikelianos), Raven (Giorgos Seferis, nach Edgar Allan Poe).
3. Filmmusik: „Z“ (Z – Anatomie eines politischen Mordes) nach dem Roman von Vasilis Vasilikos, Regie: Constantin Costa-Gavras.

### Exil in Frankreich (1970–1974)

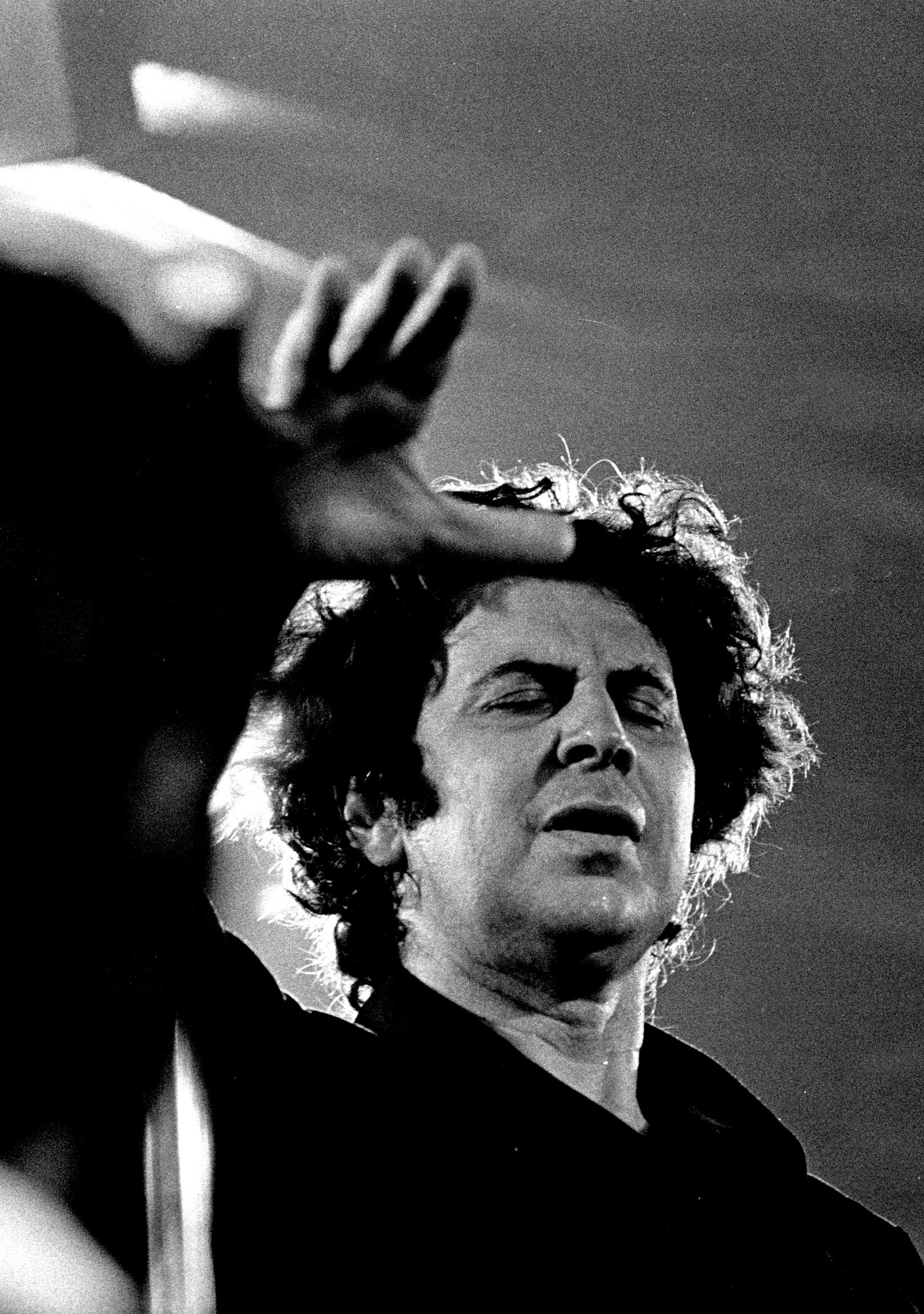
Mikis Theodorakis, 1971

Am 13. April 1970 landete das Flugzeug von Jean-Jacques Servan-Schreiber in Paris. Begeistert bei seiner Ankunft gefeiert, unter anderen von Melina Mercouri und Costa-Gavras, wurde Theodorakis sofort ins Krankenhaus zwecks Untersuchungen geführt, nahm aber schon wenige Wochen später, als seine Frau Myrto und seine Kinder Margarita und George noch Geiseln der Obristen waren (sie wurden erst im Mai aus Griechenland „entführt“), den Kampf gegen die Junta wieder auf. Er gründete den Nationalen Widerstandsrat (EAS) und begann seine Welttourneen (ca. 500 Konzerte innerhalb von vier Jahren), wobei er diesen Kampf mit unverminderter Energie bis zum Sturz der Diktatoren am 23. Juli 1974 fortsetzte. 1972 trat Theodorakis aus der (euro-)Kommunistischen Partei Griechenlands (Inland) aus, um nie wieder Mitglied in irgendeiner Partei zu werden. 1972 traf er Pablo Neruda und Salvador Allende und versprach ihnen, seine Fassung von Nerudas Canto General zu komponieren. Er wurde von Gamal Abdel Nasser und Josip Broz Tito, Jigal Allon und Jassir Arafat, François Mitterrand, Olof Palme und Willy Brandt empfangen. Für Millionen von Menschen war Theodorakis in diesen Jahren das Symbol des ungebrochenen Widerstands gegen die griechische Diktatur.
Wichtigste Werke des Exils:
1. Liedzyklen: Lianotragouda (18 kleine Lieder der bitteren Heimat, Giannis Ritsos); Balladen (Manolis Anagnostakis); Stin Anatoli (Im Osten, Cacoyannis, Stiliatis, Theodorakis).
2. Oratorium: Canto General (Pablo Neruda).
3. Filmmusik: The Trojan Women (M. Cacoyannis); Etat de Siège (Der unsichtbare Aufstand) (Costa-Gavras); Serpico (Sidney Lumet); Biribi (Daniel Moosmann); Tito (Sutjeska, Stipe Delić).

### Politische und künstlerische Aktivität nach der Rückkehr nach Griechenland (ab 1974)

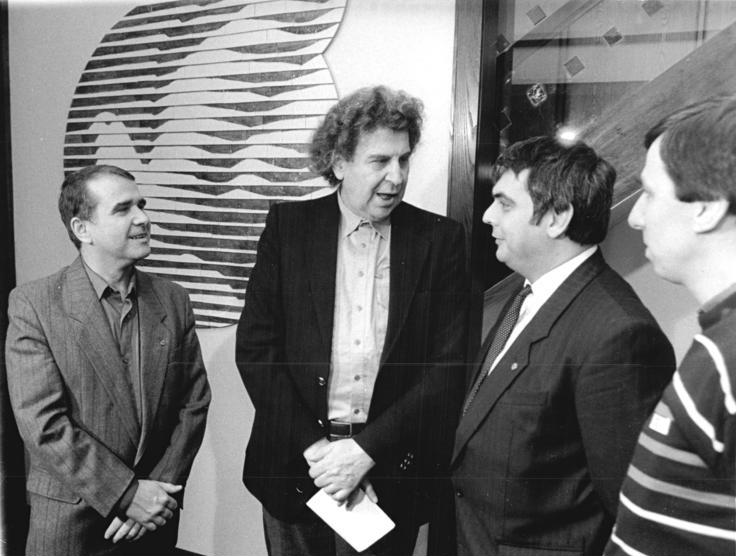
Theodorakis (2. v.l.) 1989 in der DDR

1974, nach dem Sturz der Diktatur, wurde Mikis Theodorakis bei seiner Rückkehr nach Griechenland als ein Volksheld gefeiert, doch bald gewann das gewöhnliche politische Leben mit seinen Intrigen wieder die Oberhand. In den Jahren danach schwankte der Komponist zwischen Resignation und immer neuem Engagement. Er rief zum Zusammenschluss der Linksparteien um die KKE auf und war deren Kandidat für die Athener Bürgermeisterwahlen – zwischen Einsatz im Parlament und freiwilligem Rückzug ins innere Exil nach Paris. Dort nahm er ab 1980 – nach zwanzig Jahren – die Arbeit an seinem symphonischen Schaffen wieder auf, schrieb frühere Werke um und schuf neue. Dies ist die „vierte Periode“ seines musikalischen Schaffens. Er komponierte seine Zweite, Dritte, Vierte und Siebente Symphonie, die symphonische Kantate: Sadduzäer-Passion, Kirchenmusik in der Tradition der griechisch-orthodoxen Musik (Missa Greca, Requiem), vollendete das großangelegte Oratorium Canto General und wagte sich schließlich in der „fünften Periode“ seines musikalischen Schaffens erfolgreich an die Gattung der Oper heran, wobei er sich vor allem mit Frauenfiguren aus der Mythologie beschäftigte: Medea (UA in Bilbao, 1. Oktober 1981), Elektra (UA in Luxemburg, 2. Mai 1995), Antigone (UA in Athen, 7. Oktober 1999), Lysistrata (UA in Athen, 14. April 2002).
In dieser Zeit war Theodorakis mehrmals gefeierter Gast beim „Festival des politischen Liedes“ in der DDR; während eines dieser Besuche fand die Uraufführung des Canto General statt.
1983 wurde Theodorakis mit dem Lenin-Friedenspreis geehrt.
Inzwischen hatte er, nach dem von Korruption belasteten Ende der Ära von Andreas Papandreou, für eine Erneuerung Griechenlands – eine „Katharsis“ (Reinigung), wie er sagte – durch den konservativen Politiker Konstantinos Mitsotakis geworben und wurde von diesem als unabhängiger Linker zum Staatsminister ohne Geschäftsbereich ernannt. In dieser Eigenschaft engagierte er sich zwischen 1990 und 1992 insbesondere für eine Reformierung des Erziehungswesens und der Kulturpolitik, gegen den Drogenkonsum und den Terrorismus sowie, gemeinsam mit dem berühmten türkischen Musiker und Sänger Zülfü Livaneli, für eine Aussöhnung zwischen Griechen und Türken, was ihm bereits einige Jahre zuvor, nach der Gründung der „Griechisch-türkischen Freundschaftsgesellschaft“ viele Feindschaften eingebracht hatte. Seine Regierungsbeteiligung hat Theodorakis später als Irrtum bezeichnet. 1993 und 1994 übernahm der Komponist für zwei weitere Jahre das Amt des Generalmusikdirektors des Symphonie-Orchesters und Chores des Griechischen Rundfunks und Fernsehens (ERT), bevor er sich ganz aus dem öffentlichen Leben zurückzog.
Danach arbeitete er nur noch als Komponist, war aber auch ein gefragter Dirigent seiner Kompositionen. Nach dem Tode seines Bruders Yannis 1996 und akuten Atembeschwerden 1997 musste er mehrere Monate lang mit schweren Depressionen kämpfen. Erst im Winter 1997–1998 besserte sich sein Gesundheitszustand, und er konnte seine Aktivitäten als Dirigent und Komponist wiederaufnehmen.
1997 stiftete Theodorakis sein Privatarchiv der Lilian-Voudouri-Musikbibliothek des Megaron in Athen. In den folgenden Jahren komponierte er seine letzten Werke: die Oper Lysistrata 1999–2001, die Bühnenmusik zu Medea (Guy Wagner gewidmet) 2001, eine Rhapsodie für Trompete und Orchester (Otto Sauter gewidmet) 2008 sowie East of the Aegean für Cello und Klavier (Jens Naumilkat und Henning Schmiedt gewidmet). Theodorakis lebte zurückgezogen in Athen und arbeitete daran, seine Kompositionen und seine Schriften einem immer breiteren Publikum zugänglich zu machen. Letzte Liederzyklen entstanden 2005: Erimia (Einsamkeit) und 2006: Odysseia.
Theodorakis engagierte sich politisch immer wieder aufs Neue, wenn seiner Auffassung nach die Umstände dies von ihm verlangten: Protest gegen die NATO-Bombardierungen in Jugoslawien 1999, gegen die Behandlung des gekidnappten Kurdenführers Abdullah Öcalan, gegen die US-amerikanische Regierung unter George W. Bush und den Irakkrieg 2003.
Im Jahr 2003 verurteilte unter anderen der Zentralrat der Juden Griechenlands bestimmte Äußerungen von Theodorakis als antisemitisch. Theodorakis selbst bestritt diese Vorwürfe und machte geltend, lediglich Kritik an der Politik Israels gegenüber den Palästinensern geübt zu haben. Im Februar 2011 äußerte er sich in einem Fernsehinterview des griechischen Senders „High“ zu Fragen des Antisemitismus und Zionismus und wurde daraus mit den Worten zitiert, er sei Antisemit, was einige Kritik auslöste. Kurz darauf veröffentlichte Theodorakis deshalb auf seiner Website eine Stellungnahme, in der er sich von antisemitischen Ideen distanzierte und auf sein lebenslanges Engagement gegen die Verfolgung von Juden hinwies. Gleichzeitig betonte er, Antizionist zu sein. Er erklärte, er halte unter anderem die Außenpolitik der USA sowie die internationale Musikindustrie für von Zionisten kontrolliert, und behauptete, dass die Opfer des Nationalsozialismus heute dieselben Methoden anwendeten. In einem Brief an den Zentralrat der jüdischen Gemeinden Griechenlands erklärte Theodorakis im Mai 2011, dass seine Aussage, er sei Antisemit, ein Versprecher gewesen sei. Der Rat nahm die Entschuldigung in diesem Punkt an.
Mikis Theodorakis war Ehrendoktor der Universitäten von Montreal, Saloniki, Volos, Kreta, Tel Aviv, Istanbul und Salzburg (2018). 2002 wurde er in Bonn mit dem Erich-Wolfgang-Korngold-Preis für Filmmusik während der Internationalen Filmmusik-Biennale ausgezeichnet.
2005 erhielt er den russischen Internationalen Andreas-der-Erstberufene-Preis für seine „selbstaufopfernde Arbeit und das Beispiel eines schöpferischen Dienstes an der Heimat sowie die Schaffung von hervorragenden Musikwerken, die den Frieden zwischen den Völkern besingen, den Geist und das nationale Selbstbewusstsein der Menschen stärken“. Der IMC-UNESCO-Musikpreis, eine der höchsten musikalischen Auszeichnungen überhaupt, wurde ihm ebenfalls 2005 zugesprochen, wie ihm im selben Jahr auch der Orden eines Großoffiziers des Verdienstordens des Großherzogtums Luxemburg verliehen und die Ehrenmitgliedschaft in der Europäischen Linkspartei zuerkannt wurden. Ein Symposium zum 80. Geburtstag über seine Theorie der „universalen Harmonie“ wurde auf Kreta durchgeführt. Zahlreiche weitere Ehrungen und Auszeichnungen in Griechenland und außerhalb seiner Heimat bestätigten weiterhin seine einzigartige Stellung als eine „Stimme der Freiheit und des Friedens“, die weltweite Resonanz findet. So wurde er von über 200 griechischen Persönlichkeiten für den Friedensnobelpreis im Jahr 2000 vorgeschlagen.

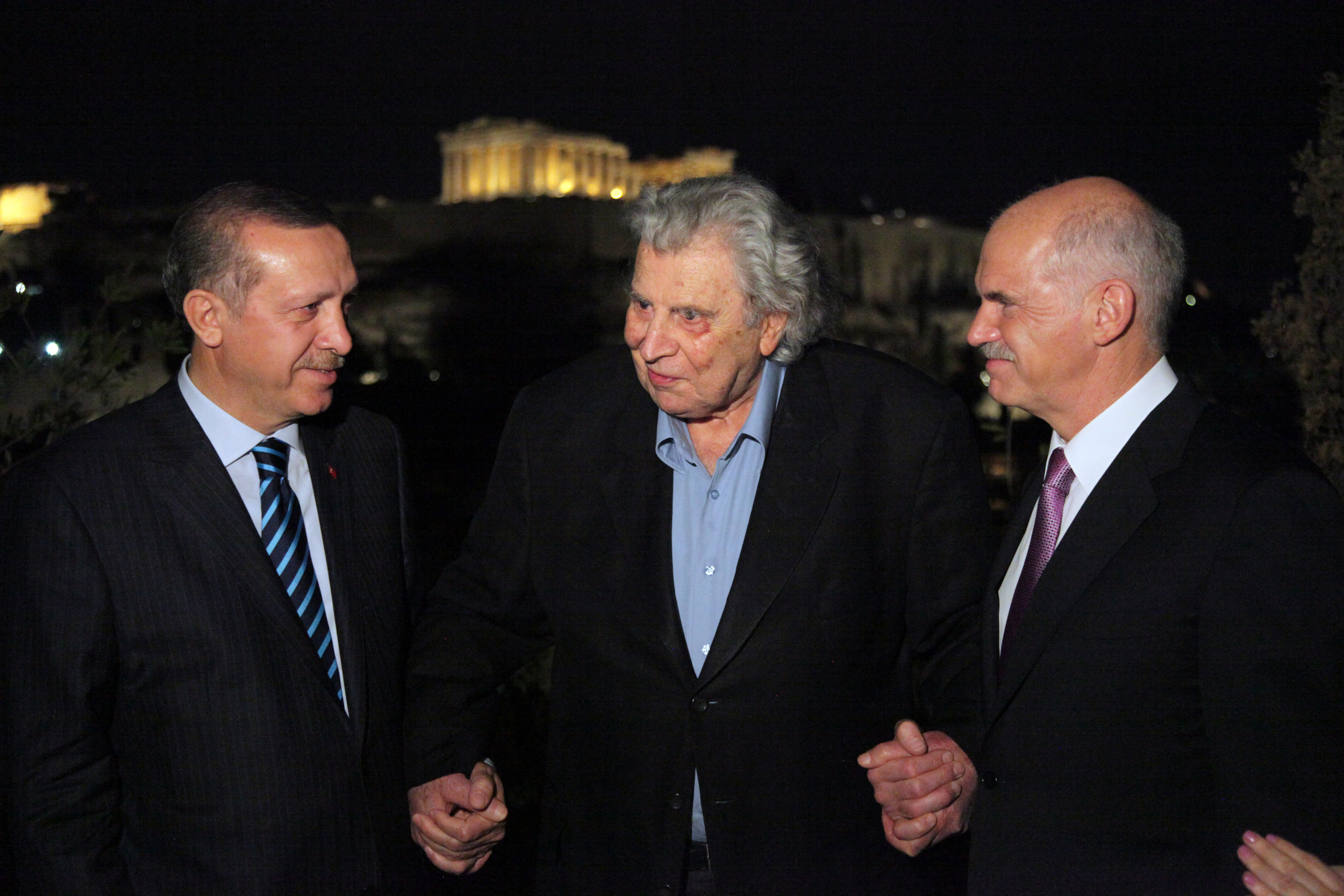
Theodorakis setzte sich für die griechisch-türkische Verständigung ein. Das Bild zeigt ihn im Mai 2010 in Athen zwischen den (damaligen) Ministerpräsidenten Recep Erdoğan (Türkei, links im Bild) und Giorgos Papandreou (Griechenland).

Theodorakis war Ideengeber der Ende Dezember 2010 in Griechenland entstandenen unabhängigen Bürgerbewegung Spitha (griechisch σπίθα spítha: „Funke“). Die Spitha-Bewegung sollte nicht als politische Partei, sondern als unabhängige Bürgerbewegung die griechische Bevölkerung informieren und Ideen entwickeln, um die Reaktion der Griechen auf die nationale und internationale Krise zu fokussieren. 2012 nahm er, im Rollstuhl sitzend, in Athen an einer Demonstration gegen die Troika teil. Dabei wurde er durch eine Ladung Tränengas ins Gesicht schwer verletzt, woran er lange Zeit litt.
Im Jahr 2013 wurde Theodorakis zum Ehrenmitglied der Akademie von Athen ernannt.
Mikis Theodorakis starb am 2. September 2021 im Alter von 96 Jahren in Athen. Ihm zu Ehren wurde eine dreitägige Staatstrauer angesetzt. Am 9. September wurde er in Galatas bei Chania beigesetzt. Dem war ein Streit über die Ruhestätte vorausgegangen, nachdem Theodorakis’ Tochter Margarita gefordert hatte, den Leichnam ihres Vaters entgegen seinem letzten Willen in Vrachati bei Korinth bestatten zu lassen.
Wichtigste Werke nach 1974:
1. Liedzyklen: Epivatis (Der Passagier, K. Tripolitis); Radar (K. Tripolitis); Ta Lyrika (Die lyrischen Lieder, T. Livaditis); Dionysos (M. Theodorakis); Phaedra (Angeliki Eleftheriou); Ta Prosopa tou Iliou (Gesichter der Sonne, D. Karatzas); Beatrice auf der Straße Null (D. Karatzas, M. Theodorakis); Mia Thalassa gemati moussiki (Ein Meer voll Musik, Dimitra Manda); Os archeos Anemos (Wie ein antiker Wind, D. Karatzas); Lyrikotera (Die lyrischeren Lieder, D. Karatzas); Lyrikotata (Die lyrischsten Lieder, Yannis Theodorakis); Erimia (Einsamkeit, Lefteris Papadopoulos); Odysseia (Kostas Kartelias).
2. Kammermusik: Choros Asikikos für Solocello; Melos, für Klavier (Arrangement: Tatiana Papageorgiou); East of the Aegean, für Klavier und Cello.
3. Bühnenmusik: Orestia (Regie: Spyros Evangelatos); Antigone (Regie: Minos Volanakis); Medea (Regie: Spyros Evangelatos).
4. Filmmusik: Iphigenie (Regie: M. Cacoyannis); Der Mann mit der Nelke (Regie: Nikos Tzimas).
5. Oratorien: Liturgia 2 (für Kinder, die in Kriegen getötet wurden); Missa Greca; Requiem.
6. Symphonische Werke und Kantaten: Symphonien Nr. 2, 3, 4, 7, Sadduzäer-Passion (Text: Michalis Katsaros); Canto Olympico (Texte: Dimitra Manda und Mikis Theodorakis); Rhapsodie für Gitarre und Orchester; Rhapsodie für Violoncello und Orchester; Rhapsodie für Trompete und Orchester.
7. Opern: Kostas Karyotakis, Medea, Elektra, Antigone, Lysistrata.

## Werk

### Lieder und Liedzyklen
Die griechische Folklore war ein Quell für das musikalische Schaffen Theodorakis’. Er sagte in einem Interview, dass seine musikalische Entwicklung ohne die Lieder seiner Mutter, die byzantinischen Gesänge in seiner Kirche und das ganze Volksgut seiner Heimat nicht denkbar wäre. Theodorakis hat über tausend Lieder geschrieben. Die meisten von ihnen beruhen auf Gedichten der bedeutendsten griechischen Dichter und zählen heute zum Volksgut Griechenlands, vor allem jene aus den  sechziger Jahren (Epitaphios, Archipelagos, Politia, Epiphania, Kleine Kykladen, Mauthausen, Romiosini), aber auch später geschriebene wie die 18 Lieder der bitteren Heimat und Ta Lyrika (Die lyrischen Lieder). Des Weiteren vertonte Theodorakis auch ins Griechische übersetzte Texte von Federico García Lorca, Brendan Behan, Nâzım Hikmet, Léopold Sédar Senghor sowie originalsprachliche Texte von Paul Éluard, Martin Walser und Pablo Neruda.

### Symphonische Musik
- 1950: Das Fest von Asi-Gonia für Symphonieorchester
- 1952: Klavierkonzert Helikon
- 1953: Erste Symphonie (Proti Simfonia)
- 1955: Suite Nr. 1 für Klavier und Orchester (wurde wieder verarbeitet in der 2. Symphonie)
- 1955–1956: Suite Nr. 2 für Orchester
- 1956: Suite Nr. 3 (Die Mutter) für Chor und Orchester (wurde wieder verarbeitet in der 3. Symphonie)
- 1958: Piano Concerto
- 1981: Symphonie Nr. 2 (Das Lied von der Erde; Text: Mikis Theodorakis) für Kinderchor, konzertantes Klavier und Orchester
- 1981: Symphonie Nr. 3 (Texte: D. Solomos; Konstantinos Kavafis; byzantinische Hymnen) für Sopran, Chor und Orchester
- 1983: Symphonie Nr. 7 (Frühlingssymphonie; Texte: Giannis Ritsos; Yorgos Kulukis) für 4 Solisten, Chor und Orchester
- 1986–1987: Symphonie Nr. 4 (Der Chöre) für Sopran, Mezzo, Rezitant, Chor und Symphonieorchester ohne Streicher
- 1996: Rhapsodie für Gitarre und Orchester
- 1997: Rhapsodie für Cello und Orchester
- 2008: Rhapsodie für Trompete und Orchester (für Piccolotrompete, Arrangement Robert Guya)
- 2009: Rhapsodie für Alt und Streichorchester

### Kammermusik
- 1942: Sonatine für Klavier
- 1945: Elegie Nr. 1, für Cello und Klavier
- 1945: Elegie Nr. 2, für Violine und Klavier
- 1946: To Kimitirio (Der Friedhof), für Streichquartett
- 1946: Streichquartett Nr. 1
- 1946: Duetto, für zwei Violinen
- 1947: Trio, für Violine, Cello und Klavier
- 1947: 11 Präludien, für Klavier
- 1947: Sextett, für Klavier, Flöte und Streichquartett
- 1949: Studie, für zwei Violinen und Cello
- 1952: Syrtos Chaniotikos, für Klavier und Schlagzeug
- 1952: Sonatine Nr. 1, für Violine und Klavier
- 1955: Kleine Suite, für Klavier
- 1955: Passacaglia, für zwei Klaviere
- 1959: Sonatine Nr. 2, für Violine und Klavier
- 1989: Choros Asikikos für Solocello
- 2007: East of the Aegean, Suite für Klavier und Cello

### Kantaten und Oratorien
- 1960: Axion Esti (Text: Odysseas Elytis), Volksoratorium.
- 1967: Epiphania Averoff (Text: Giorgos Seferis).
- 1969: Der Marsch des Geistes (Text: Angelos Sikelianos); „Belagerungszustand“ (Text: Rena Chatzidaki).
- 1971–1982: Canto General (Text: Pablo Neruda).
- 1981–1982: Kata Saddukaion Pathi (Sadduzäer-Passion; Text: Michalis Katsaros) für Tenor, Bariton, Bass, Chor und Orchester.
- 1982: Liturgie Nr. 2 (Den Kindern, in Kriegen getötet, Texte: Tasos Livaditis, Mikis Theodorakis) für Chor a cappella.
- 1982–1983: Lorca (nach Gedichten von Federico García Lorca) für Altstimme, Sologitarre, Chor und Orchester (auf der Grundlage des „Romancero Gitan“); uraufgeführt 1988.[84]
- 1992: Canto Olympico, für Stimme, Soloklavier, Chor und Orchester (Auftragswerk für die Olympischen Spiele in Barcelona).

### Hymnen
- 1968: Freiheitshymne
- 1970: Hymne für Nasser
- 1973: Hymne für die sozialistische Bewegung Venezuelas
- 1973: Hymne für die Studenten. Den Aufständischen der Polytechnischen Hochschule in Athen gewidmet
- 1977: Changer la vie, Hymne der Sozialistischen Partei Frankreichs (Text: Herbert Pagani)[85]
- 1978: Hymne für Malta
- 1982: Hymne der PLO
- 1991: Hymne der Mittelmeerwettkämpfe 1991
- 1992: Hellenismus (griechische Hymne für die Eröffnung der Olympischen Spiele von Barcelona, während der Zeremonie gesungen von Agnes Baltsa)

### Bühnenwerke

#### Ballette
- 1953: Greek Carnival[86] (Choreographie: Rallou Manou)
- 1958: Le Feu aux Poudres – Auftragskomposition für das Théâtre Sarah-Bernhardt, Paris (Choreographie: Paul Goubé, Regie: Jean Renoir)
- 1958: Les Amants de Téruel – Auftragskomposition für das Théâtre Sarah-Bernhardt, Paris (Choreographie: Milko Sparembleck, Regie: Raymond Rouleau)
- 1959: Antigone – Auftragskomposition für das Royal Opera House Covent Garden, London (Choreographie: John Cranko)
- 1979: Elektra (Choreographie: Serge Kenten)
- 1985: Sept Danses Grecques (Choreographie: Maurice Béjart)
- 1987–1988: Zorba il Greco – Auftragskomposition für die Arena in Verona, nach seiner Filmmusik zu Alexis Sorbas (Choreographie: Lorca Massine)

#### Opern
- 1984–1985: Kostas Karyotakis (Die Metamorphosen des Dionysos)
- 1988–1990: Medea
- 1992–1993: Elektra
- 1995–1997: Antigone
- 1999–2001: Lysistrata

#### Schauspielmusiken
Antikes Theater
- 1959–1960: Phinisses (Die Phönizierinnen) (Euripides)
- 1960–1961: Ajax (Sophokles)
- 1977: Iketides (Die Iketiden/Die Hilfeflehenden) (Euripides)
- 1979: Ippies (Aristophanes)
- 1986–1988: Orestie (Aischylos) – Agamemnon, Choephoren (Die Grabspenderinnen), Eumeniden
- 1987: Hekabe (Euripides)
- 1990: Antigone (Sophokles)
- 1992: Promithefs Desmotis (Der gefesselte Prometheus) (Aischylos)
- 1996: Oedipus Tyrannos (Sophokles)
- 2001: Medea (Euripides)

Modernes griechisches Theater
- 1960–1961/1992: To Tragoudi Tou Nekrou Adelfou (Ballade vom Toten Bruder), Musikalische Tragödie (Text: Mikis Theodorakis)
- 1961–1962: Omorphi Poli (Schöne Stadt), Revue (Bost, Christodoulou, Christofelis u. a.)
- 1963: I Gitonia ton Angelon (Das Viertel der Engel), Musical (Iakovos Kambanellis)
- 1963: Magiki Poli (Verzauberte Stadt), Revue (Theodorakis, Pergialis, Katsaros)
- 1971: Antigoni stin Filaki (Antigone im Gefängnis), Drama (Ritsos)
- 1974: Prodomenos Laos (Verratenes Volk), Revue (Vangelis Goufas)
- 1975: Echthros Laos (Feindliches Volk), Drama (Iakovos Kambanellis)
- 1975: Christophorus Kolumbus, Drama (Nikos Kazantzakis)
- 1976: Kapodistrias, Drama (Nikos Kazantzakis)
- 1977: O Allos Alexandros (Der andere Alexander), Drama (Margarita Limberaki)
- 1979: Papaflessas, Spiel (Spyros Melas)

Internationales Theater
- 1961: Enas Omiros (Die Geisel), Drama (Brendan Behan)
- 1975: Das Sauspiel, Tragikomödie (Martin Walser)
- 1978: Polites B’ Katigorias (Bürger zweiter Klasse), Drama (Brian Friel)
- 1979: Caligula, Drama (Albert Camus)
- 1980: Perikles, Tragödie (William Shakespeare)
- 1994: Macbeth, Tragödie (William Shakespeare)

### Filmmusik (Auswahl)
Eine ausführliche Liste findet sich bei Guy Wagner. Internationale Stiftung Mikis Theodorakis FILIKI. Werkverzeichnis auf der Grundlage der Forschungsarbeit von Asteris Koutoulas.
- 1954: The Barefoot Bataillon – Regie: Grek Tallas
- 1957: Ill Met By Moonlight – Regie: Michael Powell
- 1959: Honeymoon – Regie: Michael Powell, Choreographie: Léonide Massine
- 1961: Schatten einer Katze (The Shadow of the Cat)
- 1961: Phaedra
- 1962: Elektra
- 1962: Les Amants De Teruel (Die Liebenden von Teruel) – Regie: Raymond Rouleau
- 1962: Die dritte Dimension (Le Couteau dans la plaie)
- 1964: Alexis Sorbas (Zorba the Greek)
- 1967: Der Tag, an dem die Fische kamen (The Day the Fish Came Out)
- 1969: Z
- 1971: Die Troerinnen (The Trojan Women) – Regie: Michael Cacoyannis
- 1971: Biribi – Hölle unter heißer Sonne (Biribi)
- 1972: Der unsichtbare Aufstand (State of Siege)
- 1973: Serpico
- 1973: Die fünfte Offensive – Kesselschlacht an der Sutjeska (Sutjeska) – Regie: Stipe Delić
- 1974: The Rehearsal – Regie: Jules Dassin
- 1975: Actas de Marusia – Regie: Miguel Littín
- 1975: Der Geheimnisträger
- 1977: Iphigenia – Regie: Michael Cacoyannis
- 1980: Der Mann mit der Nelke – Regie: Nikos Tzimas

## Zitate über Theodorakis
- Zweimal bin ich gereist, um ihn zu hören und mit ihm zu sprechen. Nach Böblingen und nach Annecy. In Böblingen gehörte ich zum enthusiasmierten Publikum. Seine Musik erfüllte jeden Wunsch, den man haben konnte. Sie wurde nicht dadurch beschädigt, dass sie deutlich etwas wollte. Sie war sozusagen engagierte Musik, aber sie blieb griechisch. Das ist immer eine Art Schönheitsgarantie, wenn eine Musik aus einer Folklore lebt, ohne in ihr unterzugehen. (Martin Walser: Vorwort zum Buch: „Mikis Theodorakis – Ein Leben in Bildern“ von Asteris Kutulas, Schott, Berlin 2010)
- Theodorakis schreibt in einer so anderen Weise, dass wir mit unseren herkömmlichen Bewertungsmustern diesem Phänomen gar nicht mehr gerecht werden können. Er versucht, die Verantwortung für den Menschen gleich zu Beginn des Schreibens mit hineinzunehmen. Das hat natürlich Konsequenzen auch für Syntax und Morphologie. Er versucht, sich in das Gegenüber hineinzuversetzen. Er kalkuliert den Hörer nicht mit kaltem Verstand, aber er berücksichtigt ihn in Wahrnehmung einer Verantwortung. Das ist wohl doch etwas, was man von ihm lernen kann. Keinem seiner Stücke kann man Unmittelbarkeit, Spontaneität und enorm große Wirkung absprechen. Das ist überlegt (und er leugnet es auch gar nicht), aber es ist nicht im Sinn musikalischer Wirkungsforschung ausgeklügelt … Wir sind generell ja nicht gefordert, neue Brechungen oder Strukturierungen zu finden, sondern müssten auf der Suche nach neuen Proportionsgefügen sein. Dass Theodorakis ein Publikum oft mehr als eine Stunde in Spannung halten kann, hängt eben auch mit diesen Proportionsgefügen zusammen. Thematisches und motivisches Material kehrt wieder und macht die Komposition überschaubarer, sorgt für Wiedererkennbarkeit. Und da hat Theodorakis so Erstaunliches geleistet, dass wir das vielleicht erst später so richtig begreifen werden. (Udo Zimmermann im Gespräch mit Peter Zacher, aus dem Buch: Mikis Theodorakis, Meine Stellung in der Musikszene, Reclam, Leipzig 1984)
- „Europa hatte keinen Che Guevara, es hatte Mikis Theodorakis, der später schreiben sollte: „Ich gehöre einer Generation an, die sich einem extremen Idealismus verschrieben hatte. Mein ganzes Leben war ein endloser Kampf zwischen dem Idealischen und dem Wirklichen, dem Alltäglichen und der Vision“. Wir waren mit ihm. Wer nie vom Umsturz der Diktaturen geträumt hat, wird bekanntlich nie erwachsen.“ (Roger Willemsen, aus seinem Buch: Gute Tage, Fischer, Frankfurt 2006)
- „Mikis Theodorakis ist ein unglaublicher Mann, der in Griechenland einen lebenslangen Kampf für die Musik geführt hat, und zugleich für die Freiheit, die evidenterweise diese Musik begleiten muss. Ich bezweifle, ob es ein anderes Leben gegeben hat, das so stark die Zusammenhänge zwischen revolutionärer Kunst und politischer Freiheit aufzeigt. (Arthur Miller, aus: Guy Wagner: Mikis Theodorakis. Ein Leben für Griechenland.“ Phi, Echternach (Lux.) 1995)
- Mikis spielte Klavier. Von Zeit zu Zeit begleitete er sich mit leiser Stimme. Die Emotionen, die uns gepackt hatten, verwandelten unsere kleine Gruppe in einen einzigen Körper, belebt von der Seele des Augenblicks. Wir waren die Sonne und der Fluss und das verlorene Tal, die Stufen der hohen Stadt, von Blumen und Blut gesäumt. O Griechenland, o Freiheit, doppeltes und einziges Vaterland. (François Mitterrand: Vorwort zu Les Fiancés de Pénélope, Grasset 1976)
- Die Kulturrevolution in Europa hat ein Gesicht, das von Mikis Theodorakis. (Roger Garaudy: Vorwort zu Culture et Dimensions politiques, Flammarion 1972)
- „Ja, er ist ein bedeutender Mensch, ja, ich liebe dieses eitle Arschloch – anders ist es ja auch gar nicht auszuhalten. Ich liebe seine Lieder und bin froh, wenn ich sie nicht hören muss, das ist es: ich ärgere mich über seine Zwiespältigkeit.“ (Wolf Biermann: konkret, Juli 1985)
- Schauen Sie sich das Wort „tragoudi“ an, das griechische Wort für „Lied“. Dieses Wort ist eine direkte Ableitung des Begriffs „tragodia“, der Tragödie also. Was heißt „tragodia“? Ursprünglich bezeichnete das die Oden an den „Bock“, den „tragos“ – womit Dionysos gemeint war, der Gott des Rausches, der Trunkenheit. Eine solche Art von Lied kommt mitten aus dem Volk, und dort bleibt es – heilig, berauschend, immer wiedergeboren. Man kann das Wort „tragoudi“ daher nicht übersetzen. Die Wörter „Folk“ oder „Pop“, die man zur Hilfe nehmen möchte, drücken es nicht richtig aus, das deutsche „Schlager“ schon gar nicht. Es ist wahr, dass ich es als erster wagte, die Werke großer Poeten zu vertonen und zu „Alltagsliedern“ zu machen, damit alle Griechen sie singen können, ohne Ausnahme und indem sie sich losreißen von ihrem individuellen Schicksal, das sie voneinander trennen mag. Damit ein Fremder begreift, was das wirklich bedeutet, müsste er sich vorstellen, dass man in Deutschland jeden Tag Goethe, in England vielleicht T. S. Eliot und in Frankreich Paul Éluard singen würde – zu Hause, in der Taverne, bei der Arbeit, in der Schule oder während einer Demonstration. (Mikis Theodorakis im Gespräch mit Hansgeorg Hermann, 2006. Biografie Mikis Theodorakis – Der Rhythmus der Freiheit, Verlag Neues Leben, Berlin.)
- „Ich bin ein Mensch der Inseln, meine Eltern kamen von den Ionischen Inseln nach Athen. Der Vater von Kephalonia, die Mutter von der kleinen Insel Kythira zwischen Kreta und der Peloponnes. Diese Menschen lieben das Licht und das Wasser. Ich bin wie eine dieser Inseln, und ich glaube, dass auch Mikis eine solche Insel ist – er verkörpert dieses besondere Licht, das über dem Wasser zu schweben scheint. Es ist nur in Griechenland zu sehen, es ist einmalig.“ (Maria Farantouri im Gespräch mit Hansgeorg Hermann, Athen 2008. Biografie Mikis Theodorakis – Der Rhythmus der Freiheit, Verlag Neues Leben, Berlin.)
- „Mikis Theodorakis ist besonders wichtig für mich, nicht nur als Musiker, sondern auch als eine Persönlichkeit mit hohem ethischen Anspruch, die einen großen Eindruck auf meine Generation gemacht hat. Theodorakis kämpfte gegen die faschistische Rechte, politisch und mit seiner mächtigen Musik. Er wurde eingesperrt, gefoltert und verbannt. In seiner Heimat war er wegen seines Widerstands gegen die Diktatoren für viele Leute ein Held, und wir alle liebten seine Musik. Theodorakis ist ein großartiger Komponist, aber die Menschen kommen erst jetzt dazu, seine konzertanten Werke zu hören. Jahre nach unserer ersten Begegnung in den Siebzigern traf ich Theodorakis in Montreal, und ich bot ihm an, ein Konzert mit seinen Werken zu dirigieren. Dieses Konzert mit Auszügen aus einem seiner berühmtesten Werke, dem Ballett „Zorba the Greek“, war ein gewaltiger Erfolg. „Zorba“ ist unvergessliche Musik, besonders das Finale. Es ist eine Musik, die immer im Gedächtnis der Menschen bleiben wird.“ (Charles Dutoit)[88]
- „Selten hat ein Mensch mich so fasziniert, ja so oft zu Tränen gerührt. Mikis, der Mensch, dem so viel Unheil widerfahren ist, dessen Lebens- und Schaffenskraft jedoch ungebrochen sind. Mikis, der Musiker, der Komponist, dessen Musik Millionen berührt, begeistert, glücklich macht und in ihren Bann zieht – ihn unsterblich macht. Während ich an seinem neuen Werk arbeite, atme ich den Duft der Zypressen, höre ich das Rauschen der Ägäis, spüre ich in jeder einzelnen Note Mikis Theodorakis.“ (Otto Sauter, Statement zu seinen Ring-Uraufführungen der Rhapsodie für Trompete und Sinfonieorchester 2008[89])

## Interpreten seiner Lieder (Auswahl)
Vgl.
- Agnes Baltsa
- Grigoris Bithikotsis
- Maria del Mar Bonet
- Giorgos Dalaras
- Dalida
- Maria Dimitriadi
- Daphne Evangelatos
- Maria Farantouri
- Angélique Ionatos
- Olivera Katarina
- Stelios Kazantzidis
- Rainer Kirchmann
- Johanna Krumin
- Vicky Leandros
- Liesbeth List
- Marinella
- Carolin Masur
- Melina Mercouri
- Milva
- Nana Mouskouri
- Georges Moustaki
- Irene Papas
- Édith Piaf
- Alkistis Protopsalti
- Arja Saijonmaa
- Herman van Veen
- Hannes Wader
- Konstantin Wecker
- Yovanna
- Iva Zanicchi
- Jannis Zotos